# Liu Liang-hua
Liu Liang-hua (1933-2014) est une actrice et productrice hongkongaise, active au cours des années 1960 et 1970. Elle a été mariée à l'acteur et réalisateur Lo Wei.
Après avoir tourné un certain nombre de films en mandarin ou cantonais pour différents studios dont une grande partie en partageant l'écran avec son mari ou futur mari Lo Wei, elle rejoint le studio Shaw Brothers vers 1964 en même temps que ce dernier, ce qui lui permet de participer aux deux premiers épisodes d'une série de films conçus pour relancer le wu xia pian à Hong Kong (Temple of the Red Lotus,).
Après avoir tourné pour ce studio une dizaine de films, elle rejoint avec son mari la Golden Harvest où elle s'implique dans la production, surtout jusqu'au milieu des années 1970 (elle sert encore d'intermédiaire entre la Golden Harvest, Tsui Hark et Jet Li au début des années 1990 à propos du film Il était une fois en Chine.

## Filmographie
- 1965 : Temple of the Red Lotus : madame Gan, mère de Xiao-ling, une experte en arts martiaux
- 1965 : Crocodile River : Mei Hua, une jeune femme
- 1966 : The Knight of Knights : la femme du charpentier You, objet des assiduités de moines libidineux
- 1966 : Angel with the Iron Fists : costumes
- 1969 : Killers Five : la tavernière
- 1967 : Operation Lipstick : Yu Mei-die, une créature sulfureuse
- 1967 : The Cave of the Silken Web : l'Araignée d'Or, une séduisante créature surnaturelle
- 1969 : La Diablesse aux mille visages : le personnage éponyme
- 1971 : The Big Boss : directeur de production
- 1972 : La Fureur de vaincre : directeur de production
- 1974 : Massacre à San Francisco : directeur de production